# Smrt muže, který patřil jedné ženě
Smrt muže, který patřil jedné ženě (anglicky Death of a Lady's Man) je sbírka básní kanadského spisovatele a hudebníka Leonarda Cohena. Poprvé vyšla v roce 1978; v českém překladu, jehož autorem byl Ivory Rodriguez, ji poprvé v roce 1996 vydalo nakladatelství Maťa. Cohen se v knize zaobírá tématem smrti, sexuální sebelítosti a dalších. Knize se přílišného ohlasu ze strany kritiků nedostalo.